# Textularioidea
Textularioidea es una superfamilia de foraminíferos del auborden Textulariina y del orden Textulariida. Su rango cronoestratigráfico abarca desde el Bajociense (Jurásico medio) hasta la Actualidad.

## Clasificación
Textularioidea incluye a las siguientes familias:
- Familia Thomasinellidae
- Familia Kaminskiidae
- Familia Textulariidae
- Familia Olgiidae

Otras familias inicialmente asignadas a Textularioidea y actualmente clasificados en otras superfamilias son:
- Familia Eggerellidae, ahora en la superfamilia Eggerelloidea
- Familia Pseudogaudryinidae, ahora en la superfamilia Eggerelloidea
- Familia Valvulamminidae, ahora en la superfamilia Eggerelloidea
- Familia Valvulinidae, ahora en la superfamilia Eggerelloidea
- Familia Glaucoamminidae, ahora en la superfamilia Hormosinelloidea
- Familia Chrysalidinidae, ahora en la superfamilia Chrysalidinoidea

También hubiese sido clasificada en Textularioidea la siguiente superfamilia:
- Familia Paravalvulinidae, ahora en la superfamilia Chrysalidinoidea